# قائمة أنواع الكويزي
يوجد عدة أنواع من جنس الكويزي منها:.
- كويزي أبلاشي (الاسم العلمي: Cantharellus appalachiensis)
- كويزي أبيض (الاسم العلمي: Cantharellus albidus)
- كويزي أبيض ناصع (الاسم العلمي: Cantharellus nivosus)
- كويزي أخضر (الاسم العلمي: Cantharellus viridis)
- كويزي أصغر (الاسم العلمي: Cantharellus minor)
- كويزي أصفر الساق (الاسم العلمي: Cantharellus xanthopus)
- كويزي أصفر الكأس (الاسم العلمي: Cantharellus xanthoscyphus)
- كويزي أطلسي (الاسم العلمي: Cantharellus atlanticus)
- كويزي أغبس الساق (الاسم العلمي: Cantharellus fuscipes)
- كويزي ألبي (الاسم العلمي: Cantharellus alpinus)
- كويزي أنيق (الاسم العلمي: Cantharellus elegans)
- كويزي باهت (الاسم العلمي: Cantharellus pallens)
- كويزي برازيلي (الاسم العلمي: Cantharellus brasiliensis)
- كويزي تحت أبيض (الاسم العلمي: Cantharellus subalbidus)
- كويزي ثنائي اللون (الاسم العلمي: Cantharellus discolor)
- كويزي دبق (الاسم العلمي: Cantharellus viscosus)
- كويزي دراقي اللون (الاسم العلمي: Cantharellus persicinus)
- كويزي ذهبي (الاسم العلمي: Cantharellus aureus)
- كويزي رايتي (الاسم العلمي: Cantharellus wrightii)
- كويزي رأس الرجاء (الاسم العلمي: Cantharellus capensis)
- كويزي رمادي (الاسم العلمي: Cantharellus cinereus)
- كويزي زانجي (الاسم العلمي: Cantharellus zangii)
- كويزي زنجفري (الاسم العلمي: Cantharellus cinnabarinus)
- كويزي شكيل (الاسم العلمي: Cantharellus formosus)
- كويزي شمالي (الاسم العلمي: Cantharellus borealis)
- كويزي شيهمي (الاسم العلمي: Cantharellus hystrix)
- كويزي طويل الأبواغ (الاسم العلمي: Cantharellus longisporus)
- كويزي غشائي (الاسم العلمي: Cantharellus membranaceus)
- كويزي غمدي (الاسم العلمي: Cantharellus vaginatus)
- كويزي فريسي (الاسم العلمي: Cantharellus friesii)
- كويزي قرميدي (الاسم العلمي: Cantharellus lateritius)
- كويزي قوقازي (الاسم العلمي: Cantharellus caucasicus)
- كويزي كاسكيدي (الاسم العلمي: Cantharellus cascadensis)
- كويزي كاليفورني (الاسم العلمي: Cantharellus californicus)
- كويزي كروي الأبواغ (الاسم العلمي: Cantharellus sphaerosporus)
- كويزي كندي (الاسم العلمي: Cantharellus canadensis)
- كويزي لامع (الاسم العلمي: Cantharellus splendens)
- كويزي لبدي (الاسم العلمي: Cantharellus tomentosus)
- كويزي مأكول (الاسم العلمي: Cantharellus edulis)
- كويزي متغير (الاسم العلمي: Cantharellus variabilis)
- كويزي متفرع (الاسم العلمي: Cantharellus ramosus)
- كويزي متموج (الاسم العلمي: Cantharellus undulatus)
- كويزي متموج الحاشية (الاسم العلمي: Cantharellus sinuosus)
- كويزي مجعد (الاسم العلمي: Cantharellus rugosus)
- كويزي مدغشقري (الاسم العلمي: Cantharellus madagascariensis)
- كويزي معروف (الاسم العلمي: Cantharellus cibarius)
- كويزي مفلق (الاسم العلمي: Cantharellus lobatus)
- كويزي ناحل (الاسم العلمي: Cantharellus tenuissimus)
- كويزي نحيل (الاسم العلمي: Cantharellus tenuis)
- كويزي وردي (الاسم العلمي: Cantharellus roseus)
- كويزي يوناني (الاسم العلمي: Cantharellus yunnanensis)